# Японська пролетарська ліга кіно

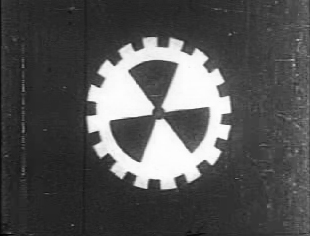
Емблема ПРОКІНО

Японська пролетарська ліга кіно, Союз японського пролетарського кіномистецтва (яп. 日本プロレタリア映画同盟, нихон пурорэтариа эйга до:мэй) — об'єднання кінематографістів Японії, відоме як Prokino, активно діяло наприкінці 1920-х — початку 1930-х років в Японії.

## Історія
Японська пролетарська ліга кіно була заснована у 1929 році лівими кінокритиками Акірою Івасакі та Гендзю Саса. На початку своєї діяльності Ліга організовувала зйомку 16-мм камерою травневих демонстрацій і страйків. Активно займалася популяризацією пролетарського мистецтва в Японії, передусім випускаючи записи демонстрацій та фільми про життя працівників і демонструючи їх на заходах. Також випускала свої журнали.
Більшість фільмів були документальними кінохроніками, але також випускалися фантастичні фільми і мультфільми.
Першим фільмом ліги вважається хроніка Токійської першотравневій демонстрації 1927 року, знятий на малу 9,5-мм плівку. Також відомі фільм про міський страйк залізничників та фільм про траурну процесію похоронів убитого лідера лівої робітничо-селянської партії Сендзі Ямамото.
Об'єднання «Прокіно» користувалося підтримкою прогресивної інтелігенції, студентів і кінематографістів.. В період свого розквіту союз «Прокіно», бувши організацією з виробництва і демонстрації пролетарських фільмів, мав свої відділення в Токіо, Кіото, Осаці, Коті, Ямагаті і Канадзаві. Окрім того, у ряді міст були підготовчі комітети з організації відділень «Прокіно». Союз Прокіно, з центром у Токіо, об'єднував понад двохсот осіб та мав навіть свою лабораторію з проявлення та монтажу фільмів.
Діяльність ліги підтримували такі видатні діячі японського кінематографу як Дайсуке Іто, Кендзі Мідзогуте, Сігехару Накано, Томоєсі Мураяма, Кехіко Усіхара, Кого Нода, Такідзі Кобаясі, Соїті Оя, Фуюхіко Кітагава, Токіхіко Окада, Мацуо Кісі, Кійосі Мікі, Деммей Судзукі, Теппей Катаока і Сігеєсі Судзукі.
Організація зрештою у 1934 році була розпущена поліцією у зв'язку з прийняттям Закону про збереження миру, багато колишніх членів стали видатними діячами японського кінематографу.
Після Другої світової війни була зроблена спроба викреслити «Прокіно» з історії документалістики, проте, в 1960-х роках вивчення ліги отримало новий імпульс, а Сінсаку Намікі (яп. 並木晋作, намікі сінсаку) написав книгу про історію організації «Історія ПРОКІНО» (яп. プロキノ全史, пурокіно дзенсі).